# 超重量级
超重量级（英語：super heavyweight）是搏击运动中的体重级别之一。

## 拳击
在业余拳击中，超重量级是最高的体重级别，超过200磅（91公斤）的皆划归该级别，最初于1984年夏季奥林匹克运动会中引入。业余拳击的超重量级相当于职业拳击中的重量级。

## 踢拳
根据国际踢拳联合会规定，职业与业余踢拳的超重量级划分标准为235磅（106.8公斤）以上。

## 综合格斗
在综合格斗中，超重量级的标准为265磅（120公斤）以上。不过在现代综合格斗中，主要综合格鬥组织都没有引入该级别。